# Pa Konate
Pa Konate (Malmö, 25 de abril de 1994) é um futebolista profissional sueco que atua como defensor. De origem de mãe da Gâmbia, e pai da Guiné. 

## Carreira
Pa Konate fará parte do elenco da Seleção Sueca de Futebol nas Olimpíadas de 2016.

## Títulos
Suécia
- Campeonato Europeu Sub-21: 2015